# Натюрморт с голубой скатертью
«Натюрморт с голубой скатертью» (фр. La nappe bleue) — картина французского художника Анри Матисса из собрания Государственного Эрмитажа.
На картине изображены медная шоколадница, ваза с фруктами и зелёный графин на столе, покрытом голубой тканью с тёмно-синим растительным орнаментом; фон также задрапирован этой тканью. Слева внизу подпись художника и дата: Henri-Matisse 09.
Картина создана в январе 1909 года и, по замечанию А. Г. Костеневича, явилась постскриптумом к «Красной комнате».
В качестве скатерти и драпировки Матисс изобразил так называемую «жуйскую ткань», изготовленную на фабрике в Жуи-ан-Жоза под Версалем. Эта ткань была неоднократно использована художником в своих работах; Н. Ю. Семёнова писала, что «переходящая из картины в картину „ткань из Жуи“ вдохновляла Матисса при создании множества натюрмортов» и других работ. В частности, она же была показана им в «Портрете Греты Молль» из Лондонской национальной галереи (1908 год; [холст, масло; 93 ×73,5 см, инвентарный № NG6450), а также в эрмитажных «Вазе, бутылке и фруктах» (ок. 1906 года; холст, масло) и «Красной комнате» (1908 год; холст, масло; 180,5 × 221 см; инвентарный № ГЭ-9660). В «Красной комнате» она изначально была написана также голубого цвета, но спустя некоторое время художник изменил её цвет на красный. Медная шоколадница присутствует на ещё одной эрмитажной картине «Посуда на столе» (1900 год; холст, масло; 97 × 82 см; инвентарный № 6518), а также на картине «Букет цветов в шоколаднице» из музея Пикассо в Париже (1902 год; холст, масло; 64 × 46 см; инвентарный № MP2017-22(r)).
Сразу же после написания, в феврале 1909 года Матисс прямо в своей парижской мастерской за 3000 франков продал картину московскому промышленнику и коллекционеру С. И. Щукин. Известно письмо Матисса от 7 февраля, адресованное Феликсу Фенеону, где он спрашивает: «Не возьмёте ли у меня одновременно натюрморт, который он (Щукин) мне заказал, что бы отправить с той же оказией?» — в данном случае под оказией подразумевается отправка картины вместе с другой оплаченной Щукиным работой «Нимфа и сатир» в галерею Дрюэ на фотографирование. Также сохранилось письмо самого Щукина Матиссу от 21 февраля, в котором он сообщает, что «утром получил натюрморт вместе с картиной „Ваза, бутылки и фрукты“» и называет их восхитительными. У Щукина картина значилась под названием «Мёртвая природа (ваза с фруктами, кувшин и стеклянный графин)».
После Октябрьской революции собрание Щукина было национализировано и эта картина среди прочих оказалась в Государственном музее нового западного искусства. В 1931 году картина из ГМНЗИ была передана в Государственный Эрмитаж. С конца 2014 года выставляется в Галерее памяти Сергея Щукина и братьев Морозовых в здании Главного Штаба (зал 438).
Главный научный сотрудник Отдела западноевропейского изобразительного искусства Государственного Эрмитажа, доктор искусствоведения А. Г. Костеневич в своём обзоре французского искусства середины XIX — середины XX века анализируя картину, отмечал:

Поскольку предметы не отбрасывают теней и им отведена участь дополнения к мощному арабеску, ткань <…> позирует, становится моделью. Как и в «Красной комнате», цветочные гирлянды ткани превращаются в силовые дуги, образуя ритмическую основу композиции, для чего используется вторая точка зрения: если предметы рассмотрены сбоку, то ткань — как бы сверху. Но, совмещая плоскость холста и плоскость стола со скатертью, Матисс не совсем отказался от глубины. В его картине всё держится на острой грани, когда трудно сказать, есть глубина или нет.